# Gagauziska

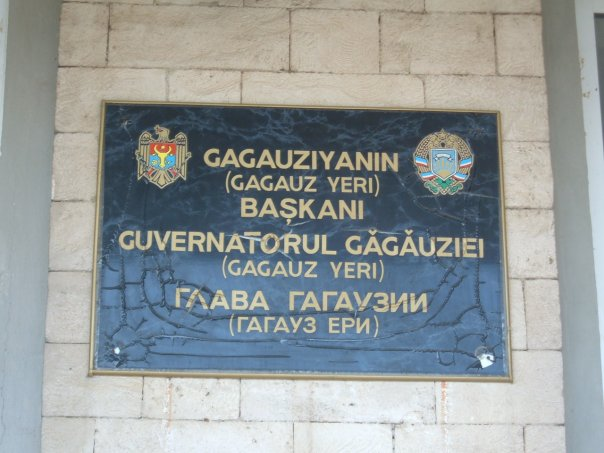
En trespråkig skylt med gagauziska överst.

Gagauziska är ett sydvästturkiskt språk som talas av gagauzerna, särskilt i den autonoma republiken Gagauzien i Moldavien, där det är officiellt språk tillsammans med moldaviska. Antal talare är cirka 0,5 miljoner.
Gagauziska räknas som ett hotat språk och dess närmaste släktspråk är bland andra turkiska och qashqa'i.
Språket är i aktivt bruk i Gagauzien i några tidningar samt i radio- och televisionsprogram. Den lokala public service-bolaget Gagauziya Radio Televizionu (GRT) grundades 1986.
Gagauzerna är relativt stolta över sitt eget språk och människornas dåliga språkkunskaper har lett till svårigheter med att bland annat söka jobb utanför Gagauzien: 10 procent av gymnasieeleverna blir underkända i sina prov på moldaviska. En del föräldrar anser att de moldaviska "nationalisterna" försöker hålla gagauziska barn i ett "reservat"..

## Fonologi

### Vokaler
|           | Främre | Central | Bakre  |
| --------- | ------ | ------- | ------ |
| Slutna    | i \| y |         | ɯ \| u |
| Halvöppna | e \| ø | ə       | o      |
| Öppna     | æ      |         | ɑ      |

Källa:

### Konsonanter
|             | Labial | Dental | Alveolar | Postalveolar | Palatal | Velar  | Glottal |
| ----------- | ------ | ------ | -------- | ------------ | ------- | ------ | ------- |
| Nasal       | m      | n      |          |              |         |        |         |
| Klusil      | p \| b | t \| d |          |              |         | k \| g |         |
| Affrikat    |        |        | t͡s       | t͡ʃ \| d͡ʒ     |         |        |         |
| Frikativ    | f \| v |        | s \| z   | ʃ \| ʒ       |         |        | h       |
| Tremulant   |        |        | ɾ ~ r    |              |         |        |         |
| Approximant |        |        | l        |              | j       |        |         |

Källa:

## Det gagauziska alfabetet
Ursprungligen använde man det grekiska alfabetet för att skriva gagauziska. 1957 övergick man till det kyrilliska alfabetet, men sedan 1990-talet används en variant av det latinska alfabetet. Bokstäverna är:
A, Ä, B, C, Ç, D, E, Ê, F, G, Ğ, H, I, İ, J, K, L, M, N, O, Ö, P, R, S, Ş, T, Ţ, U, Ü, V, Y, Z.

## Grammatik
Räkneord 1–10 på gagauziska: 1 (bir), 2 (iki), 3 (üç), 4 (dört), 5 (beş), 6 (altı), 7 (edi), 8 (sekiz), 9 (dokuz), 10 (on).